# Tokara-Habu
Die Tokara-Habu (Protobothrops tokarensis, japanisch トカラハブ Tokara-Habu) ist eine Vipernart der Gattung Protobothrops.

## Merkmale
Die Tokara-Habu ist als Vipernart giftig.
Sie hat eine Gesamtlänge von meist 60 bis 100 cm, jedoch können einige Exemplare auch bis zu 150 cm lang werden.
Die Beschuppung weist 31–33 Reihen dorsaler Schuppen, 199–210 Ventralia (Bauchschuppen), 72–84 Subcaudalia und 7–9 Supralabialen (Oberlippenschilde) auf.

## Lebensweise
Die Schlangen sind ovipar (eierlegend). Die Weibchen legen im Juli bis August Gelege von zwei bis sieben Eiern an Orten wie Kalksteinhöhlen. Die Jungtiere schlüpfen nach etwa 50 Tagen.
Nach Harrington et al. ist die Art teilweise baumbewohnend.

## Verbreitungsgebiet und Gefährdung
Die Art ist auf den japanischen Tokara-Inseln Takara-jima und Kotakara-jima endemisch, die zu den Ryūkyū-Inseln gehören. Beide Inseln haben zusammengenommen eine Fläche von lediglich 8,14 Quadratkilometern.
Die IUCN stuft die Art als gefährdet („Vulnerable“) ein.
Auf der nationalen Roten Liste gefährdeter Reptilien Japans 2020 wird sie dagegen nur als potentiell gefährdet („Near Threatened“) eingestuft.

## Systematik
Die Tokara-Habu wurde 1928 von Kamehiko Nagai als Trimeresurus tokarensis erstbeschrieben. Das Artepitheton leitet sich vom Verbreitungsgebiet auf den Tokara-Inseln ab. Die Gattung Protobothrops wurde 1983 von Alphonse Richard Hoge und Sylvia Romano-Hoge erstbeschrieben und dabei auch die Tokara-Habu in diese transferiert. Es werden keine Unterarten unterschieden.

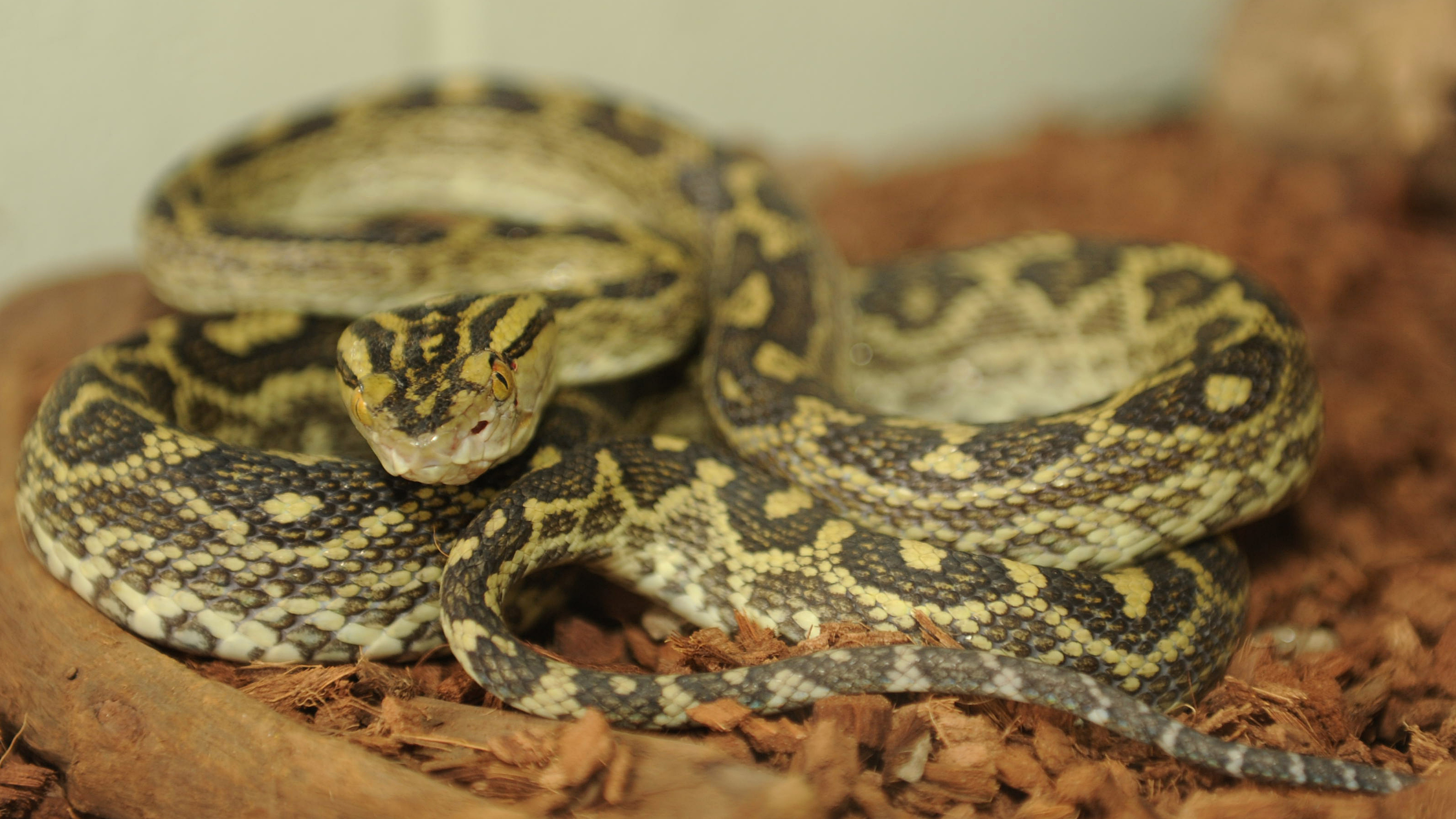
Die mit der Tokara-Habu eng verwandte Habuschlange (P. flavoviridis)

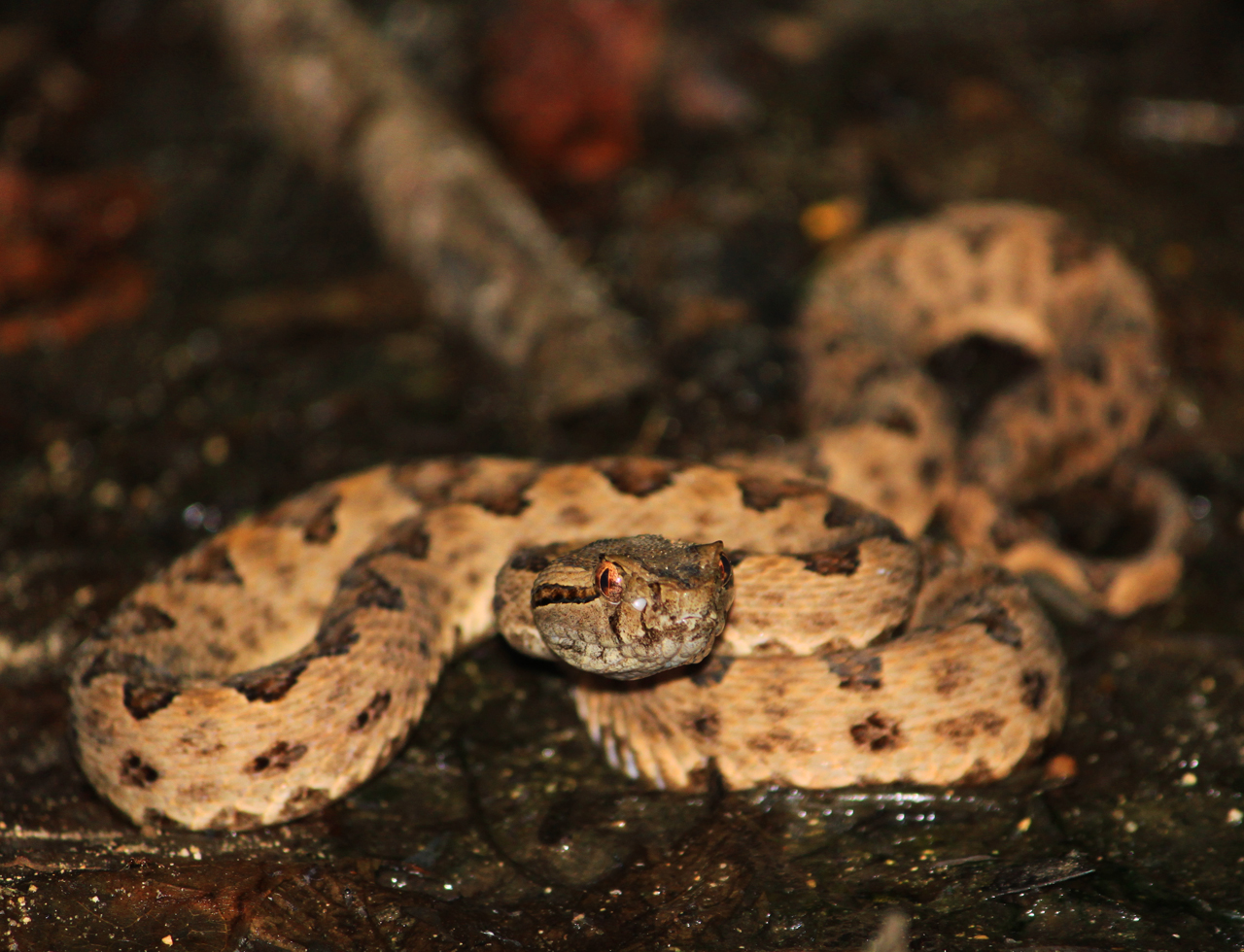
Die Sakishima-Habu (P. elegans)

Die nächsten Verwandten der Tokara-Habu sind die Habuschlange (P. flavoviridis) und die Sakishima-Habu (P. elegans). Beide sind ebenfalls auf den Ryūkyū-Inseln verbreitet. Die Habuschlange ist auf den Okinawa- und den nördlich davon gelegenen Amami-Inseln endemisch, während die Sakishima-Habu ebenfalls auf den südlicher gelegenen Yaeyama-Inseln und ebenso wie die Habuschlange auf Okinawa verbreitet ist.
Shibata et al. untersuchten 2016 die Arten der Gattung Protobothrops phylogenetisch und gruppierten dabei die drei japanischen Arten wie folgt:
| Amami-Klade   | \| \| P. tokarensis \| \| \| \| \| \| P. flavoviridis (1) \| \| \| \| |
|               | \| \| P. tokarensis \| \| \| \| \| \| P. flavoviridis (1) \| \| \| \| |
| Okinawa-Klade | P. flavoviridis (2)                                                   |
|               | P. flavoviridis (2)                                                   |
|               | P. tokarensis                                                         |
|               |                                                                       |
|               | P. flavoviridis (1)                                                   |
|               |                                                                       |

|  | P. tokarensis       |
|  |                     |
|  | P. flavoviridis (1) |
|  |                     |

| Amami-Klade   | \| \| P. tokarensis \| \| \| \| \| \| P. flavoviridis (1) \| \| \| \| |
|               | \| \| P. tokarensis \| \| \| \| \| \| P. flavoviridis (1) \| \| \| \| |
| Okinawa-Klade | P. flavoviridis (2)                                                   |
|               | P. flavoviridis (2)                                                   |
|               | P. tokarensis                                                         |
|               |                                                                       |
|               | P. flavoviridis (1)                                                   |
|               |                                                                       |

|  | P. tokarensis       |
|  |                     |
|  | P. flavoviridis (1) |
|  |                     |

Die Gruppierung der auf den Amami-Inseln gefundenen Exemplare der Art P. flavoviridis mit der Art P. tokarensis aus den Tokara-Inseln deutet darauf, dass P. flavoviridis paraphyletisch ist, wohingegen der Artstatus von P. elegans bestätigt werden konnte.